# 3-я стрелковая дивизия
3-я стрелковая Краснознамённая дивизия имени Президиума Верховного Совета Крымской АССР — пехотное соединение (стрелковая дивизия) в составе РККА Вооружённых сил СССР во время Второй мировой войны.

## История
Сформирована 5 июня 1921 года приказом по войскам ВС Украины и Крыма № 724/284 из 3-й Казанской Архивная копия от 7 апреля 2014 на Wayback Machine и отдельных стрелковых бригад на базе 46-й стрелковой как 3-я Казанская стрелковая дивизия. К сентябрю 1921 года по завершении организационных мероприятий имела состав: 7-й, 8-й, 9-й стрелковые полки, 3-й артиллерийский дивизион.
В январе 1924 года вошла в состав 17-го стрелкового корпуса. По состоянию на 1.01.1925 года в составе дивизии дополнительно образованы отдельный кавалерийский эскадрон и специальные подразделения. Кроме того в составе дивизии был образован лёгкий артиллерийский полк двухдивизионного состава. Дивизия имела на вооружении стрелковых полков 81 ручной пулемёт, 189 станковых пулемётов, 243 гранатомёта, а на вооружении артиллерии 54 орудия.
25.05.1925 года приказом председателя РВС СССР М. В. Фрунзе № 551 дивизии присвоено наименование 3-я Крымская стрелковая дивизия имени ЦИК Крымской АССР.
В 1931 году дивизия была соединением окружного подчинения Украинского военного округа. Управление дивизии располагалось в городе Симферополь.
Состав дивизии:
- 7-й стрелковый полк (в городе Севастополь)
- 8-й стрелковый полк (в городе Феодосия)
- 9-й стрелковый полк (в городе Симферополь)
- 3-й лёгкий артиллерийский полк (в городе Симферополь)
- 3-й отдельный кавалерийский эскадрон (в городе Евпатория)
- рота связи (в городе Симферополь)
- сапёрная рота (в городе Симферополь).

17.05.1935 года при разделении УкрВО на Киевский и Харьковский военные округа дивизия вошла в состав ХарВО. По состоянию на 01.07.1935 года 3-я Крымская стрелковая дивизия имени ЦИК Крымской АССР находилась на Крымском полуострове и охраняла морскую границу СССР. Дивизия комплектовалась по смешанному кадрово-территориальному принципу, часть красноармейцев и командиров являлись кадровыми военнослужащими, а часть являлись переменным составом.
В ноябре 1939 года передислоцирована на Дальний Восток и включена в состав 2-й Отдельной Краснознамённой армии. На 01.01.1940 года управление дивизии располагалось в городе Свободный.
16.07.1940 года приказом Народного комиссара обороны СССР № 0150 дивизии присвоено наименование 3-я стрелковая дивизия имени Президиума Верховного Совета Крымской АССР.
На начало Великой Отечественной войны дислоцировалась в Благовещенске, в боевых действиях на советско-германском фронте участия не принимала.
В 1941—1943 годах из состава дивизии было отправлено на фронты, в составе маршевых рот и батарей, 13 945 человек.
В действующей армии с 9 августа 1945 по 3 сентября 1945 года.
С 09.08.1945 года участвовала в Сунгарийской операции, форсировании рек Амур и Уссури, освобождении ряда городов Китая, разгроме Квантунской группировки.
14.08.1945 года 70-й стрелковый полк 3-й стрелковой дивизии в 9.30 был контратакован из района южнее Сяоуцзявопэн. Противник отступил, потеряв убитыми до 400 человек. К исходу 14 августа полк овладел переправой через реку Суньбэлахэ Архивировано 25 августа 2011 года. и захватил плацдарм. 18-й стрелковый полк 3-й стрелковой дивизии с 11.00 начал марш после переправы в районе Константиновки и к 20.00 овладел рубежом восточнее Сяоуцзявопэн. 8-й стрелковый полк уничтожал блокированного противника в Хомоэрцзинском узле сопротивления.
15.08.1945 года дивизия совместно с 74-й отдельной танковой бригадой и подходящими артполками (1140-м пушечным, 147-м гаубичным и 1628-м истребительно-противотанковым) весь день с боями продвигались в направлении Сяоуцзявопэн — Яотунь — Чжэнцзявопу.
16.08.1945 года 3-я стрелковая дивизия и приданные ей части в течение дня вели бой по овладению Сун-у. Дивизия завершила обход и блокирование с юга главной группировки 123-й японской пехотной дивизии. 8-й стрелковый полк завершил разгром блокированных остатков гарнизона Хомоэрцзинского узла сопротивления
К 29.08.1945 года заняла район Сун-у, Бэйаня, Кэшаня, Дэдучжэня: штаб дивизии, спецчасти, 18-й стрелковый полк и 65-й артиллерийский полк — в Бэйане; 8-й стрелковый полк со 2-м дивизионом 65-го артиллерийского полка в Кэшане, Линьдане, его 1-й стрелковый батальон с 26 августа 1945 года в Цицикаре.
14.09.1945 дивизия награждена орденом Красного Знамени.
3-я стрелковая Краснознамённая дивизия имени Президиума Верховного Совета Крымской АССР была расформирована в период с 2.06 по 30.08.1946 года.

## Подчинение
- Харьковский военный округ Вооружённых Сил Украины и Крыма (5.06.1921-21.04.1922)
- Юго-Западный военный округ Вооружённых Сил Украины и Крыма (21.04-27.05.1922)
- Украинский военный округ Вооружённых Сил Украины и Крыма (27.05.1922-1923)
- Украинский военный округ Вооружённых Сил СССР (1923-17.05.1935):
17-й стрелковый корпус (1924-1925-…)
непосредственное подчинение командующему войсками округа (до 17 мая 1935)
- Харьковский военный округ (17 мая 1935 — сентябрь 1939)
- 2-я Отдельная Краснознамённая армия (сентябрь 1939 — июль 1940)
- 2-я Краснознамённая армия Дальневосточного фронта (июль 1940 — 5 августа 1945)
- 2-я Краснознамённая армия 2-го Дальневосточного фронта (5 августа — 1 октября 1945)
- 2-я Краснознамённая армия Забайкальско-Амурского военного округа (1 октября — декабрь 1945)
- Забайкальско-Амурский военный округ (декабрь 1945 — 30 августа 1946)

## Состав
- 8-й стрелковый полк
- 18-й стрелковый полк
- 70-й стрелковый полк
- 65-й артиллерийский полк
- 147-й гаубичный артиллерийский полк (до января 1942)
- 929-й учебный батальон
- 481-й отдельный самоходно-артиллерийский дивизион
- 114-й отдельный истребительно-противотанковый дивизион
- 358-я отдельная разведрота (47-й разведбат)
- 77-й отдельный сапёрный батальон
- 40-й отдельный батальон связи
- 97-й отдельный медико-санитарный батальон
- 108-я отдельная рота химической защиты
- 799-я автотранспортная рота
- 88-я полевая хлебопекарня
- 39-й дивизионный ветеринарный лазарет
- 162-я полевая почтовая станция
- 262-я полевая касса Государственного банка

Перечень № 5 Стрелковых, горнострелковых, мотострелковых и моторизованных дивизий, входивших в состав действующей армии в годы Великой Отечественной войны 1941—1945 гг. / А. П. Покровский. — М.: Министерство обороны, 1956. — 218 с.

## Командование

### Командиры
- Якир, Иона Эммануилович — (06.1921 — 10.1921), одновременно командующий войсками Крыма
- Германович, Маркиан Яковлевич — (10.1921 — 21.04.1922)
- Калнин, Карл Иванович — (11.1921 — 12.1921, врид)
- Борисенко, Антон Николаевич — (06.1922 — 02.1923)[8].
- Кутяков, Иван Семёнович — (хх.08.1924 — 20.01.1925)
- Зонберг, Жан Фрицевич — (20.01.1925 — 13.05.1925)
- Судаков, Фёдор Павлович — (05.1925 — 10.1927)
- Антонюк, Максим Антонович — (10.1927 — 10.1930)
- Львов, Владимир Николаевич — (10.1930 — 04.1931)
- Тальковский, Александр Александрович, комдив — (04.1931 — 23.12.1937)
- Рубин, Иосиф Григорьевич — (03.1938 — 21.01.1939)
- Можаев, Семён Фёдорович, генерал-майор — (21.01.1939 — 20.07.1942)
- Пичугин, Иван Павлович, генерал-майор — (21.07.1942 — 22.12.1943)
- Дёмин, Павел Петрович, генерал-майор — (23.12.1943 — 03.09.1945)

### Заместители командира
- Стриженко, Николай Михайлович (??.01.1938 — ??.02.1939), майор, полковник

### Начальники штаба
- Василевич, Георгий Алексеевич (?.02.1940 — ?.01.1942), полковник

## Награды и почётные наименования
- 25 мая 1925 года — присвоено имя «Крымская им. ЦИК Крымской АССР»
- 16 июля 1940 года — присвоено имя «им. Президиума Верховного Совета Крымской АССР» (теряя название «Крымская»)[9]
- 14 сентября 1945 года —  Орден Красного Знамени — награждена указом Президиума Верховного Совета СССР от 14 сентября 1945 года за образцовое выполнение заданий командования в боях против японских войск на Дальнем Востоке при форсировании рек Амур и Уссури, овладении городами Дзямусы, Мэргэнь, Бэйаньчжэнь, южной половиной острова Сахалин, а также островами Сюмусю и Парамушир из группы Курильских островов и проявленные при этом доблесть и мужество.[10]

Награды частей дивизии:
- 8-й стрелковый ордена Красной Звезды[11][12] полк
- 18-й стрелковый ордена Красной Звезды[11] полк
- 70-й стрелковый Краснознамённый[11][12] полк
- 65-й артиллерийский Хинганский (???) полк

## Отличившиеся воины дивизии
- Дёмин, Николай Архипович, помощник командира взвода пешей разведки 8-го стрелкового полка, старшина
- Маюров, Иван Иванович, начальник разведки артиллерийского дивизиона 65-го артиллерийского полка, лейтенант

## Известные люди, связанные с дивизией
- Никулин, Владимир Яковлевич — (2.4.1921 — 22.6.1922) командир батареи, помощник командира 3-го сводного тяжёлого гаубичного артиллерийского дивизиона 3-й стрелковой дивизии. Впоследствии советский военачальник, гвардии генерал-майор танковых войск[13].

## Газета
Выходила газета «Сталинец». Редактор — подполковник Апишев Иосиф Николаевич (1912—1980?).